# Roompotsluis
De Roompotsluis is een schutsluis in de Oosterscheldekering in de Nederlandse provincie Zeeland die scheepvaart mogelijk maakt tussen de Oosterschelde en de Noordzee. De sluis is genoemd naar de vaargeul Roompot en ligt in het vroegere werkeiland Noordland.
De sluis is 100 meter lang, 16 meter breed, en de "dorpels" liggen op -5,7 meter NAP. De maximale schutlengte bij eb is 95 meter. De sluis is geschikt voor vaartuigen tot en met CEMT-klasse Va. 
Bij een waterpeil hoger dan +2,75 m NAP kan niet meer worden geschut via deze sluis door overstroming van de machinekamer.
De N57 kruist de sluiskolk via de Noordlandbrug, op een hoogte van 20 m +NAP. Op lager niveau gaat de weg voor langzaam (en lokaal) verkeer over de sluisdeuren.

## Metingen
Ten behoeve van het beheer worden metingen gedaan, de data zijn openbaar.

## Trivia
Bij de sluis, in de voorhavens van de sluis zowel buiten als binnen, zijn twee reddingboten gestationeerd van de KNRM.